# Xiaoxing
Xiaoxing (kinesiska: 小姓乡, 小姓) är en socken i Kina. Den ligger i provinsen Sichuan, i den sydvästra delen av landet, omkring 190 kilometer norr om provinshuvudstaden Chengdu. Antalet invånare är 1 581. Befolkningen består av 780 kvinnor och 801 män. Barn under 15 år utgör 22,0 %, vuxna 15-64 år 69 %, och äldre över 65 år 8,0 %.
Genomsnittlig årsnederbörd är 973 millimeter. Den regnigaste månaden är juli, med i genomsnitt 191 mm nederbörd, och den torraste är december, med 4 mm nederbörd.